# تور و ادریل
تور و ادریل (به انگلیسی: Tuor and Idril) شخصیت‌های در داستان‌های تالکین در سرزمین میانه هستند.